# Givira ornata
Givira ornata is een vlinder uit de familie van de Houtboorders (Cossidae). De wetenschappelijke naam van de soort is voor het eerst gepubliceerd in 1911 door Paul Dognin.
De soort komt voor in Argentinië (Santiago del Estero).